# 明星大学建築学部
明星大学建築学部（めいせいだいがくけんちくがくぶ、School of Architecture）は、明星大学に設置されている建築学部。建築学科の1学科が開設されている。
なお、関連する大学院は理工学研究科に建築・建設工学専攻が設けられており、合わせて紹介する。

## 沿革
- 1923年 明星実務学校が開校。以降、中学校、高等学校へ改組
- 1951年 運営組織を学校法人明星学苑に組織変更
- 1964年 明星大学開学。創設学部は理工学部の1学部。学科は土木工学科他開設
- 1972年 大学院理工学研究科創設。土木工学専攻開設
- 2005年 学部学科の改組により、理工学部に土木工学科を母体に建築学科を開設
- 2008年 理工学研究科土木工学専攻を建築・建設工学専攻に改組
- 2010年 学部学科の改組を実施。理工学部は総合理工学科の1学科にし、建築学科は建築系に
- 2020年 理工学部総合理工学科建築学系を母体に、建築学部建築学科を開設。

## 学部組織
建築学部
- 建築学科

## 大学院
理工学研究科（博士前期課程・後期課程）
- 建築・建設工学専攻

博士前期課程では建築デザイン、構造工学・材料工学、建設工学、建築設備学の4分野、博士後期課程では構造工学・材料工学の2領域